# Trent (Humber)
Trent je rijeka u Engleskoj. Treća je po dužini u Ujedinjenom Kraljevstvu. Iz cijelog metropolitanskog središnjeg i sjevernog područja Engleskog Midlandsa povlači vodotoke u sebe, južno i istočno od izvora Trenta sjeverno od Stokea na Trentu. Trent je poznat po tome što poplavljuje nakon oluja i proljetnog otapanja snijega. U prošlosti je to često prouzročilo da je rijeka mijenjala tok.

## Etimologija
Čini se da ime dolazi iz keltske riječi za "snažno poplavljivanje", točnije, spoj dviju riječi, tros ("preko") i hynt ("put"). Ovo bi bilo opravdano jer Trent je zbilja sklon poplavama. Vjerojatnije je objašnjenje da se to odnosi na rijeku koju se može prijeći na "brodovima" (kao na hrvatskom "Slavonski Brod", eng. ford), odnosno rijeka je tekla iznad (preko) glavnih trgovinskih puteva. To može objasniti keltski element rid (velški rhyd, eng. "ford") u raznim toponimima duž Trenta, poput Hill Ridwarea, kao i staroengleske izvedenice od ford. Drugi prijevod je "uljez", odnosi se na vode koje poplavljuju zemlju.

## Tok
Izvire kod južnog ruba Biddulph Moora u Staffordshireu na močvarnom tlu. Malo nizvodno od izvora Trent teče umjetnim vodopad u Hollin Woodu. Više je izvora, među kojima je Trent Head Well. Zatim joj se u toku pridružuju manji potoci čime tvore Head of Trent, koji teče južno, ka jedinoj vodospremi duž toka ove rijeke. To je kanalska vodosprema koja čuva vodu za napajanje kanala. Nalazi se u Knypersleyu. Nizvodno od vodosprema teče kroz Stoke na Trentu i spaja se s Lymeom, Fowleaom i ostali potocima koje teku iz šest gradića Staffordshireskih lončarije koje postaju rijeka Trent. Potomteče kroz Burton na Trentu i Nottingham. Dalje se spaja s rijekom Ouseom kod Trent Fallsa s kojom tvori estuarij Humber, iz kojeg se izlijeva u Sjeverno more između Kingstona na Hullu u Yorkshireu i Imminghamu u Lincolnshireu. Često se tok Trenta uzimao u opisima kao granica Midlandsa ("Srednjih zemalja") i sjevera Engleske.

## Vanjske poveznice
|  | Zajednički poslužitelj ima još gradiva o temi Trent (Humber) |